# توموهیرو موری
توموهیرو موری (ژاپنی: 森 智浩؛ زادهٔ ۶ اوت ۱۹۷۴) یک بازیکن فوتبال اهل ژاپن است.
از باشگاه‌هایی که در آن بازی کرده‌است می‌توان به باشگاه فوتبال گامبا اوساکا اشاره کرد.